# جيم روس (لاعب هوكي الجليد)
جيم روس (بالإنجليزية: Jim Ross)‏ (و. 1926 – 2016 م) هو لاعب هوكي الجليد كندي، ولد في إدنبرة، توفي في وودستوك، أونتاريو، عن عمر يناهز 90 عاماً.

## روابط خارجية
- جيم روس على موقع دوري الهوكي الوطني (الإنجليزية)
- جيم روس على موقع EliteProspects.com (الإنجليزية)
- جيم روس على موقع HockeyDB.com (الإنجليزية)
- جيم روس على موقع Hockey-Reference.com (الإنجليزية)